# Antanas Sireika
Antanas Sireika, (nacido el 11 de mayo de 1956 en Šiauliai, Lituania) es un exjugador y entrenador de baloncesto lituano.

## Trayectoria como entrenador
- BC Šiauliai (1995-2002)
- Lituania (2001-2006)
- Žalgiris Kaunas (2002-2006)
- UNICS Kazán (2006-2007)
- Lietuvos Rytas (2008)
- BC Šiauliai (2008-2012)
- Link Tochigi Brex (2012-2014)
- BC Juventus (2015- )